# عصب تحت الحجاج
العَصَبُ تَحْتَ الحَجاج هو أحد فروع عصب الفك العلوي وينقسم بعد دخوله قناة تحت الحجاج ويُدعى بـعصب تحت الحجاج. يُعصب (حسياً) جفن العين السفلي، الشفة العُليا وجزءاً من دهليز الأنف ويخرج من ثقبة تحت الحجاج في الفك العلوي.

## الأهمية السريرية
إحصار عصب تحت الحجاج هو نوع من أنواع التخدير الموضعي والتي تعمل كمسكن للألم في عدة استخدامات طبية.
وقد ينحصر العصب في كسور قاعدة محجر العين، مماقد يُفقِد الإحساس حول تلك المنطقة من العين وعلى طول العصب.

## صور إضافية

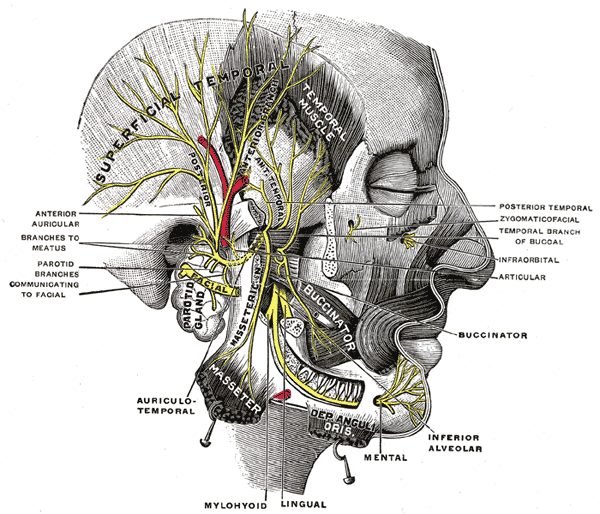
تفرعات العصب الثلاثي التوائم في الفك السفلي.
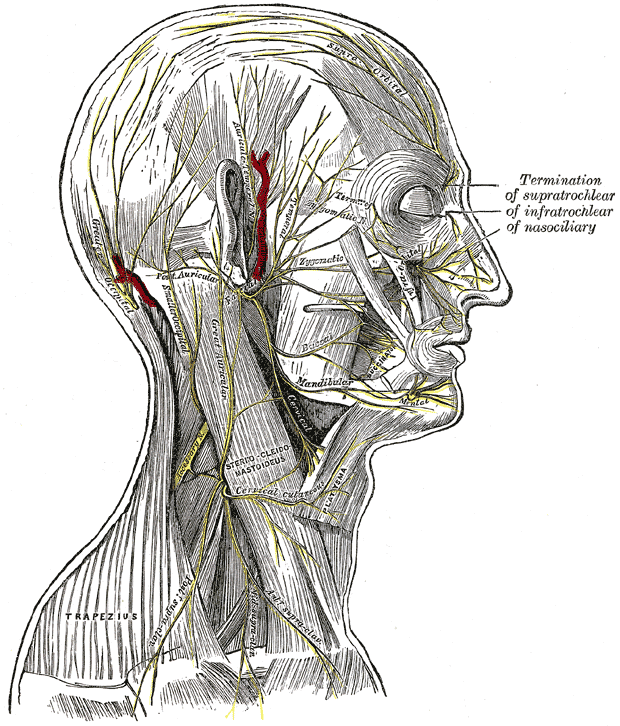
أعصاب فروة الرأس، الوجه، وجانب من الرقبة.
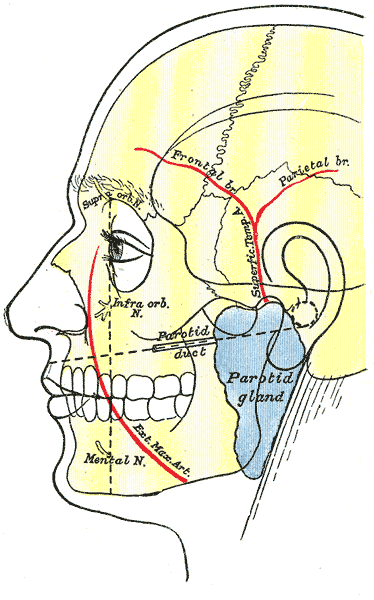
الخطوط العريضة لجانب الوجه، والتي تبين علامات السطح الرئيسية.
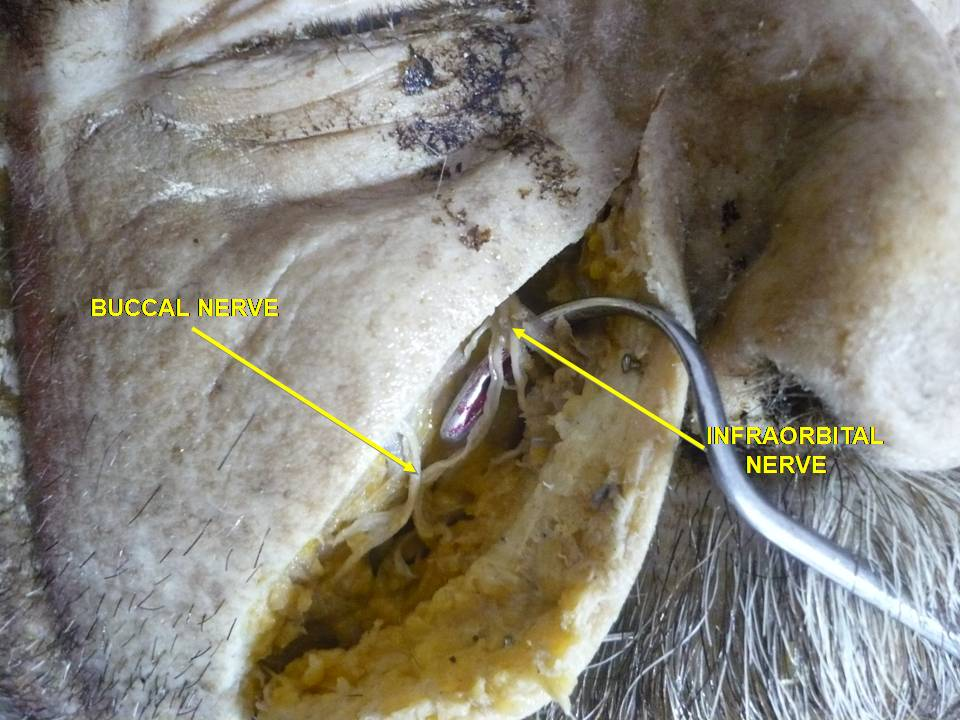
عصب تحت الحجاج والعصب الشدقي، تشريح سطحي. منظر الجانبي.

## روابط خارجية
- صور تشريحية:33:08-0104 في مركز داونستيت الطبي التابع لجامعة نيويورك
- درسٌ تشريحي حول lesson3 مُعدٌ بواسطة ويسلي نورمان (جامعة جورجتاون).
- GrossAnatomy/h_n/cn/cn1/cnb2.htm في موقع (MedEd) التابع لجامعة لويولا.
- درسٌ تشريحي حول lesson3 مُعدٌ بواسطة ويسلي نورمان (جامعة جورجتاون). (orbit6)